# European Bitterness Unit
Pour les articles homonymes, voir EBU.
European Bitterness Unit (symbole EBU) est une unité utilisée pour mesurer l'amertume de la bière.
Elle a été définie par la Convention Européenne des Brasseurs (Brewers of Europe).
Cette unité est en théorie équivalente à l'International Bitterness Unit (IBU) mais comme le processus de détermination des deux unités [Comment ?] varie légèrement, on constatera parfois des légères différences. Ainsi pour une même bière, on pourra obtenir des valeurs en EBU inférieures aux valeurs en IBU .